# Северный Йемен на летних Олимпийских играх 1988
Северный Йемен принимал участие в летних Олимпийских играх 1988 года в Сеуле (Корея) во второй раз за свою историю, но не завоевал ни одной медали. Страну представляли восемь спортсменов, принимавших участие в состязаниях по борьбе, дзюдо и лёгкой атлетике.

## Состав сборной
Борьба
1. Абдулла Аль-Гриби
2. Абдулла Аль-Шамси

 Дзюдо
1. Мохамед Кохсроф
2. Мохамед Мослих

 Лёгкая атлетика
1. Анвар Аль-Харази
2. Авад Салех Ахмед
3. Фахим Абдул Вахаб
4. Абдул Карим Дауд

## Борьба
Вольный стиль
| Спортсмен         | Категория | 1 раунд               | 2 раунд              | 3 раунд              | 4 раунд              | 5 раунд              | 6 раунд              | 7 раунд              | Финалы               |
| Спортсмен         | Категория | Соперник и результат  | Соперник и результат | Соперник и результат | Соперник и результат | Соперник и результат | Соперник и результат | Соперник и результат | Соперник и результат |
| ----------------- | --------- | --------------------- | -------------------- | -------------------- | -------------------- | -------------------- | -------------------- | -------------------- | -------------------- |
| Абдулла Аль-Гриби | 74 кг     | Пекка Раухала Пор 0:4 | Бруно Бюде Пор 0:4   | Не прошёл            | Не прошёл            | Не прошёл            | Не прошёл            | Не прошёл            | Не прошёл            |

Греко-римский стиль
| Спортсмен         | Категория | 1 раунд               | 2 раунд               | 3 раунд              | 4 раунд              | 5 раунд              | 6 раунд              | 7 раунд              | Финалы               |
| Спортсмен         | Категория | Соперник и результат  | Соперник и результат  | Соперник и результат | Соперник и результат | Соперник и результат | Соперник и результат | Соперник и результат | Соперник и результат |
| ----------------- | --------- | --------------------- | --------------------- | -------------------- | -------------------- | -------------------- | -------------------- | -------------------- | -------------------- |
| Абдулла Аль-Шамси | 68 кг     | Ясухиро Окубо Пор 0:4 | Мортен Брекке Пор 0:4 | Не прошёл            | Не прошёл            | Не прошёл            | Не прошёл            | Не прошёл            | Не прошёл            |

## Дзюдо
Спортсменов — 2
| Спортсмен       | Категория | 1/32                       | 1/16                   | 1/8                  | 1/4                  | 1/2                  | 1-й доп. раунд       | Утешит. четвертьфинал | Утешит. полуфинал    | За 3 место           | Финал                |
| Спортсмен       | Категория | Соперник Результат         | Соперник Результат     | Соперник Результат   | Соперник Результат   | Соперник Результат   | Соперник Результат   | Соперник Результат    | Соперник Результат   | Соперник Результат   | Соперник Результат   |
| --------------- | --------- | -------------------------- | ---------------------- | -------------------- | -------------------- | -------------------- | -------------------- | --------------------- | -------------------- | -------------------- | -------------------- |
| Мохамед Кохсроф | До 60 кг  | Альберто Манчини пор иппон | Закончил выступление   | Закончил выступление | Закончил выступление | Закончил выступление | Закончил выступление | Закончил выступление  | Закончил выступление | Закончил выступление | Закончил выступление |
| Мохамед Мосли   | До 71 кг  | -                          | Гленн Бьюшам пор иппон | Закончил выступление | Закончил выступление | Закончил выступление | Закончил выступление | Закончил выступление  | Закончил выступление | Закончил выступление | Закончил выступление |

## Лёгкая атлетика
Спортсменов — 4
Мужчины
| Спортсмен        | Вид    | Забег     | Забег | Четвертьфинал | Четвертьфинал | Полуфинал | Полуфинал | Финал     | Финал     |
| Спортсмен        | Вид    | Результат | Место | Результат     | Место         | Результат | Место     | Результат | Место     |
| ---------------- | ------ | --------- | ----- | ------------- | ------------- | --------- | --------- | --------- | --------- |
| Фами Абдул Вахаб | 800м   | 1.55,24   | 6     | Не прошёл     | Не прошёл     | Не прошёл | Не прошёл | Не прошёл | Не прошёл |
| Авад Салех Ахмед | 1500м  | 4.03,86   | 14    | Не прошёл     | Не прошёл     | Не прошёл | Не прошёл | Не прошёл | Не прошёл |
| Анвар Аль-Харази | 5000м  | 14.49,25  | 16    | Не прошёл     | Не прошёл     | Не прошёл | Не прошёл | Не прошёл | Не прошёл |
| Абдул Карим Дауд | 10000м | 32.33,04  | 21    | Не прошёл     | Не прошёл     | Не прошёл | Не прошёл | Не прошёл | Не прошёл |